# Cabana de Coms de Jan
La Cabana de Coms de Jan è un rifugio alpino che si trova nella Parrocchia di Canillo a 2.220 m d'altezza.

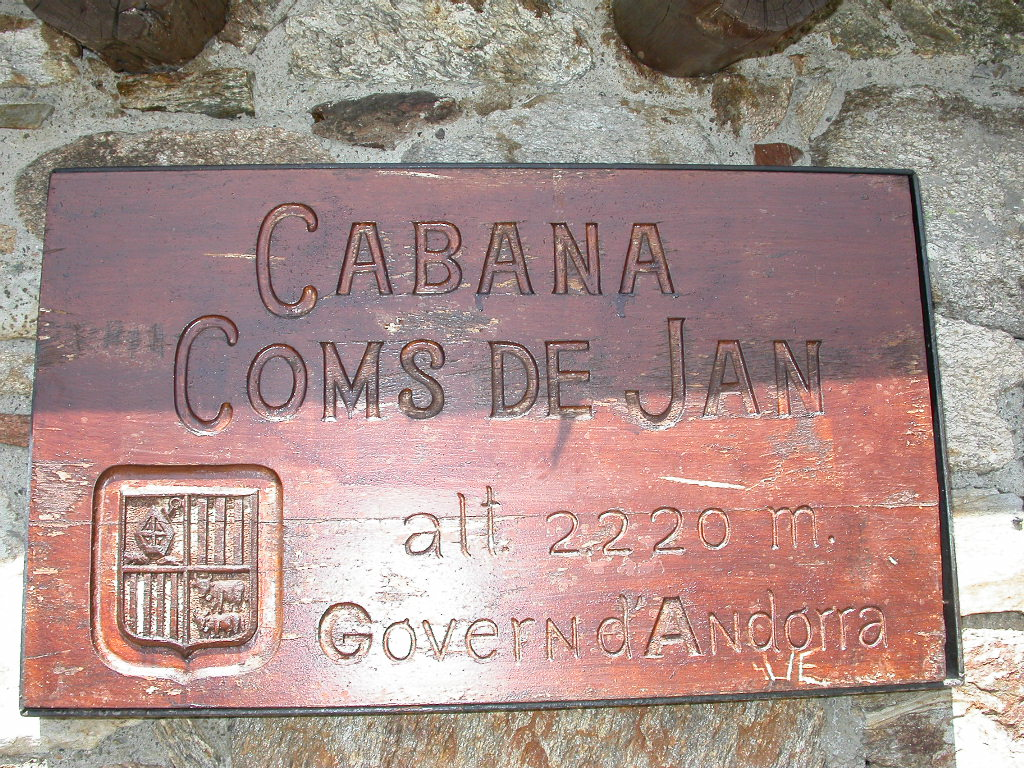
Placca all'esterno del rifugio.